# Wilhelm Meinerzhagen
Wilhelm Meinerzhagen (* 19. März 1893 in Oberhausen; † 21. Oktober 1974 in Lindlar) war ein deutscher Arzt und Politiker.

## Leben
Wilhelm Meinerzhagen verlebte seine Kindheit mit zwei Brüdern und vier Schwestern in Oberhausen-Osterfeld. Beide Brüder starben im Ersten Weltkrieg. Vor dem Ersten Weltkrieg studierte er Theologie in Münster, wurde jedoch 1914 eingezogen und diente als Leutnant und Kompanieführer. Er wurde bei Verdun schwer verwundet. Nach dem Krieg studierte er Philosophie in Marburg und Medizin in München, Wien und Berlin. 1922 bestand er sein medizinisches Staatsexamen in Berlin. Im Mai 1923 schließlich promovierte er an der Humboldt-Universität zu Berlin zum Doktor der Medizin. Nachdem er zunächst am anatomisch-pathologischen Institut der Charité Berlin gearbeitet hatte, begann er eine umfassende Facharztausbildung mit den Bereichen Innerer Medizin, Chirurgie und Gynäkologie. Er war in dieser Zeit in Krankenhäusern in Berlin, Bottrop und Lippstadt tätig. Am 1. August 1930 wurde er Chefarzt des damals noch als Belegkrankenhaus geführten Lindlarer Krankenhauses. Im Zweiten Weltkrieg wurde er erneut eingezogen und leitete ab 1942 das Lindlarer Krankenhaus als Teil des Reserve-Lazaretts Bensberg. Den schweren Artilleriebeschuss des Lindlarer Krankenhauses 1945 verhinderte er, indem er eine Kommission mit einem von ihm geschriebenen Brief an den amerikanischen Kommandanten schickte. 1948 bis 1956 war er Mitglied des Rates von Lindlar. 1959 legte er seine Chefarzttätigkeit nieder.
Meinerzhagen ist der Vater des langjährigen Mannheimer Schwurgerichtskammervorsitzenden Ulrich Meinerzhagen.

## Ehrenbürgerschaft und Wortlaut der Urkunde
Die Gemeinde Lindlar ehrte ihn, indem sie ihn am 18. März 1968 anlässlich seines 75. Geburtstages zum Ehrenbürger ernannte. Die ausgestellte Urkunde hat folgenden Wortlaut:

„Der Bürger unserer Gemeinde, Herr Dr. med. Wilhelm Meinerzhagen, hat als Chefarzt und Chirurg sein überragendes Können mit vorbildlichem Berufsethos dem Wohle der Bürgerschaft gewidmet, hervorragenden Anteil an der Entwicklung des Herz-Jesu-Krankenhauses Lindlar zu seiner heutigen Bedeutung. Er hat stets seine demokratische Grundhaltung bewahrt. Er hatte entscheidend mitgewirkt, daß Lindlar 1945 von Kriegszerstörung verschont blieb und von 1948–1956 als Mitglied des Rates seine Kraft für den Aufbau der Gemeinde eingesetzt. Er hat sich damit um die Gemeinde verdient gemacht! In Dankbarkeit und Verehrung verleiht der Rat der Gemeinde aufgrund des Beschlusses vom 15.2.1968 Herrn Dr. med. Wilhelm Meinerzhagen anlässlich seines 75. Geburtstages Recht und Würde eines Ehrenbürgers der Gemeinde Lindlar. Im Auftrage des Rates: Bosbach, Bürgermeister, Fabritius, Gemeindedirektor. Geschehen im Rathaus zu Lindlar 18. März 1968.“

Nach Meinerzhagen ist in Lindlar die Dr.-Meinerzhagen-Straße benannt.